# Rhagodoca somalica
Rhagodoca somalica är en spindeldjursart som beskrevs av Roewer 1933. Rhagodoca somalica ingår i släktet Rhagodoca och familjen Rhagodidae. Inga underarter finns listade i Catalogue of Life.